# Heather Headley
Heather Headley (Barataria, 5 de outubro de 1974) é uma cantora, compositora, produtora e atriz estadunidense de origem trindadense. Ela ganhou o prêmio Tony Award de melhor atriz em musical pelo papel titular de Aida. Headley também ganhou o Grammy Award de Melhor Álbum de R&B Gospel Contemporâneo por seu álbum Audience of One (2009).

## Discografia

### Álbuns de estúdio
| Título                | Detalhes | Melhor posição | Melhor posição | Certificações (vendas) |
| Título                | Detalhes | US             | US R&B         | Certificações (vendas) |
| --------------------- | --- | -------------- | -------------- | ---------------------- |
| This Is Who I Am      | - Data de lançamento: 8 de outubro de 2002 - Gravadora: RCA Records - Formatos: CD, download                | 38             | 14             | - RIAA: Ouro           |
| In My Mind            | - Data de lançamento: 31 de janeiro de 2006 - Gravadora: RCA Records - Formatos: CD, download               | 5              | 1              | - RIAA: Ouro           |
| Audience of One       | - Data de lançamento: 13 de janeiro de 2009 - Gravadora: EMI Christian Music Group - Formatos: CD, download | 27             | 6              |                        |
| Only One in the World | - Data de lançamento: 25 de setembro de 2012 - Gravadora: in:ciite Media - Formatos: CD, download           | 187            | 25             |                        |
| Broadway My Way       | - Data de lançamento: 14 de novembro de 2018 - Gravadora: in:ciite Media - Formatos: download               |                |                |                        |

### Álbuns de compilação
| Título                                     | Detalhes                                                                                         |
| ------------------------------------------ | ------------------------------------------------------------------------------------------------ |
| Playlist: The Very Best of Heather Headley | - Data de lançamento: 29 de maio de 2012 - Gravadora: Legacy Recordings - Formatos: CD, download |

### Singles
| Ano  | Singles                                               | Melhor posição | Melhor posição | Melhor posição | Melhor posição | Melhor posição | Melhor posição | Álbum                          |
| Ano  | Singles                                               | US Hot 100     | US R&B         | US Dance       | US AC          | US Gospel      | Hot Adult R&B  | Álbum                          |
| ---- | ----------------------------------------------------- | -------------- | -------------- | -------------- | -------------- | -------------- | -------------- | ------------------------------ |
| 1999 | "A Step Too Far" (com Elton John e Sherie Rene Scott) | —              | —              | —              | 15             | —              | —              | Elton John and Tim Rice's Aida |
| 2002 | "He Is"                                               | 90             | 38             | 4              | —              | —              | 1              | This Is Who I Am               |
| 2003 | "I Wish I Wasn't"                                     | 55             | 15             | 5              | —              | —              | 1              | This Is Who I Am               |
| 2005 | "In My Mind"                                          | 75             | 16             | 1              | —              | —              | 2              | In My Mind                     |
| 2006 | "Me Time"                                             | —              | 35             | —              | —              | —              | 5              | In My Mind                     |
| 2008 | "Jesus Is Love"                                       | —              | 59             | —              | —              | 10             | 29             | Audience of One                |
| 2008 | "Do You Hear What I Hear?"                            | —              | —              | —              | —              | —              | —              | single sem álbum               |
| 2012 | "A Little While"                                      | —              | —              | —              | —              | —              | —              | Only One in the World          |

### Outros
| Canção                            | Ano  | Álbum                                               |
| --------------------------------- | ---- | --------------------------------------------------- |
| "Can You Feel the Love Tonight"   | 1997 | The Lion King on Broadway Cast Recording            |
| "Shadowland"                      | 1997 | The Lion King on Broadway Cast Recording            |
| "The Madness of King Scar"        | 1997 | The Lion King on Broadway Cast Recording            |
| "Love Will Find a Way"            | 1998 | Return to Pride Rock                                |
| "Just One Dream"                  | 2001 | Golden Dreams (no Disney California Adventure Park) |
| "People Get Ready" (com Al Green) | 2009 | Oh Happy Day                                        |